# Dexter, o Oitavo Anjo

Marcos Fernandes de Omena (São Paulo, 17 de agosto de 1973), mais conhecido como Dexter ou Dexter, o Oitavo Anjo é um  rapper e compositor brasileiro.
Surgiu na mídia com o 509-E, grupo que fez sucesso nos anos 90. Adotou o vulgo Dexter em meados dos anos 90, lendo a autobiografia de Martin Luther King Jr, quando descobriu que um de seus filhos se chamava Dexter, que significam vários adjetivos como: direito, correto, liberdade, etc.
O músico trabalhou também como ator em duas temporadas da série de TV a cabo Pico da Neblina, do canal HBO, em 2019 e 2022.

## Biografia

### História
Desde 1990 no cenário do hip hop nacional, Dexter compôs suas primeiras letras influenciado por nomes como Public Enemy, NWA, Kool Moe Dee e Racionais MC’s. 
Em 1998, ele foi preso depois de cometer sete assaltos. Dentro dos muros da cadeia, na penitenciária do Carandiru, Marcos Fernandes de Omena, conhecido artisticamente como Dexter, em 1999 formou com Afro-X o grupo 509-E. Suas rimas ganharam projeção nacional em 2000, quando o grupo lançou Provérbios 13, álbum trazia reflexões sobre o dia a dia dos presídios e as mazelas da sociedade.
Depois de 13 anos no sistema prisional por assalto à mão armada, ganhou a liberdade em abril de 2011 e começou a viajar ao redor do Brasil fazendo shows e palestras. Desde então, já se apresentou ao lado de nomes como Seu Jorge, Mano Brown, Racionais MC's, entre outros, consagrando-se como um dos maiores representantes do rap nacional. Brown costuma apresentá-lo como o quinto elemento dos Racionais.
Sua carreira solo, iniciada em 2005, lança o CD Exilado Sim, Preso Não, que foi premiado no HUTÚZ como melhor álbum daquele ano e agraciado com mais quatro prêmios pelo Hip Hop Top.
Em 2009, Dexter passa para o regime semiaberto e grava o CD e DVD Dexter & Convidados ao vivo, em um show realizado na quadra da escola de samba GRCES Unidos do Peruche, em São Paulo. O evento reuniu irmãos de rima como GOG, Edi Rock e Thaíde, em uma apresentação de duas horas para um público de quatro mil pessoas. O show ainda contou com a participação especial de Paula Lima (em "Bem-vindo à Madrugada"), Fernandinho Beat Box (responsável pela base de "Uh Barato é Loko") e Mano Brown (em "Eu Sô Função"). Lançado em dezembro de 2011, o DVD trouxe também um documentário gravado no ano anterior, em Campinas, interior de São Paulo, quando Dexter fez sua segunda apresentação fora da prisão.
Em 2012, cerca de um ano após a conquista da liberdade, Dexter foi o protagonista da volta do rap aos palcos principais da Virada Cutural em São Paulo, quando se apresentou na Praça da República lotada ao lado da Banda Oitavo Anjo, sua big band, sendo ovacionado pela plateia. O sucesso do evento o motivou a repetir a dose como no encerramento do Encontro Paulista de Hip Hop (realizado no Memorial da América Latina), com os convidados Edi Rock (Racionais MC's), Thaíde e MC Marechal no Sesc Pompeia e no encerramento da Semana Paulista de Hip Hop, no Vale do Anhangabaú.
Um ano depois do show da Virada Cultural, em abril de 2013, Dexter gravou seu segundo DVD Dexter & Convidados - A Liberdade Não Tem Preço, em comemoração aos seus 2 anos de liberdade. Ao lado da Banda Oitavo Anjo, o rapper recebeu no palco nomes consagrados da música brasileira como Péricles, Mano Brown, DJ Kl Jay, Edi Rock, Pinha, DJ Cia, Ao Cubo, Guilherme Arantes, Paula Lima, DJ Hum, Katinguelê, Rodrigo Teaser, Thaíde, Terra Preta e, para a surpresa do público, o músico Seu Jorge. O show teve como mestre de cerimônia o rapper Max B.O..
Em 31 de agosto de 2014, Dexter reuniu a rappa do rap novamente, só que desta vez no Carioca Club, local de lançamento de seu DVD, lançando nas lojas seu segundo disco solo, intitulado Flor de Lótus, lançado no dia 23 de julho de 2016.
Em 2019, após 16 anos, o 509-E anuncia o retorno aos palcos, e Dexter e Afro-X fazem uma série de shows para celebrar os 20 anos de parceria entre a dupla.
Em outubro de 2020, regrava "Voz Ativa", clássico do segundo álbum dos Racionais MC's e lança videoclipe com participação de Djonga, Coruja BC1, KL Jay e DJ Will.
Em agosto de 2021, lança o samba “Lá de Onde eu Venho”.
Em 2024, realiza apresentação no festival Lollapalooza.

### Ator
Em 2019, passa a atuar na série de TV Pico da Neblina, do canal a cabo HBO, fazendo o papel do traficante CD em duas temporadas da série.

## Discografia[20]

### 509-E
Álbuns de estúdio
- 2000' - Provérbios 13 (509-E)'
- 2002' - MMII DC (2002 Depois de Cristo) (509-E)'

### Carreira solo
Álbuns de estúdio
- '2005' - Exilado Sim, Preso Não
- '2016' - Flor de Lótus

Álbuns ao vivo
- '2009' - Dexter & Convidados

DVDs
- '2009' - Dexter & Convidados
- 2014' - Dexter & Convidados - A Liberdade Não Tem Preço